# Exodus: Gods and Kings
Exodus: Gods and Kings (Exodus: Déus i Reis) és una pel·lícula del 2014 dirigida per Ridley Scott amb guió d'Adam Cooper, Bill Collage, Jeffrey Caine i Steven Zaillian. Els papers protagonistes són interpretats per Christian Bale, Joel Edgerton i Aaron Paul.

## Repartiment
- Christian Bale com a Moisès
- Joel Edgerton com a Ramsès II
- Aaron Paul com a Josuè
- John Turturro com a Seti I
- Ben Kingsley com a Nun
- Sigourney Weaver com a Tuya
- María Valverde com a Sèfora
- Indira Varma com la Gran Sacerdotessa
- Hiam Abbass
- Kevork Malikyan com a Jetró
- Anton Alexander
- Golshifteh Farahani com a Nefertari, l'esposa de Ramsès II
- Tara Fitzgerald
- Ben Mendelsohn
- Dar Salim
- Ayoub El Hilali
- Isaac Andrews com a Malak, la manifestació del Déu d'Abraham.

## Producció
Cap als volts del 15 de març del 2013, Deadline.com informà que Ridley Scott volia Christian Bale com el protagonista de la pel·lícula, a qui posteriorment confirmà el paper de Moisès el 13 d'agost. El mateix dia, Joel Edgerton també s'uní al repartiment amb el paper de Ramsès juntament amb Bale; i es confirmà que la producció començaria al setembre. L'estudi anuncià els càstings a Almeria i Fuerteventura (Espanya) per buscar 4.500 extres. El 27 d'agost, Aaron Paul també s'uní a la pel·lícula en el paper de Josuè. Sigourney Weaver, Ben Kingsley i John Turturro també començaren les converses per unir-se al repartiment.

### Rodatge
El rodatge de la pel·lícula començà el setembre del 2013 als Estudis Pinewood (Londres). A l'octubre l'equip es traslladà a Espanya per rodar els exteriors a Almeria i a Fuerteventura (Illes Canàries).

#### Localitzacions

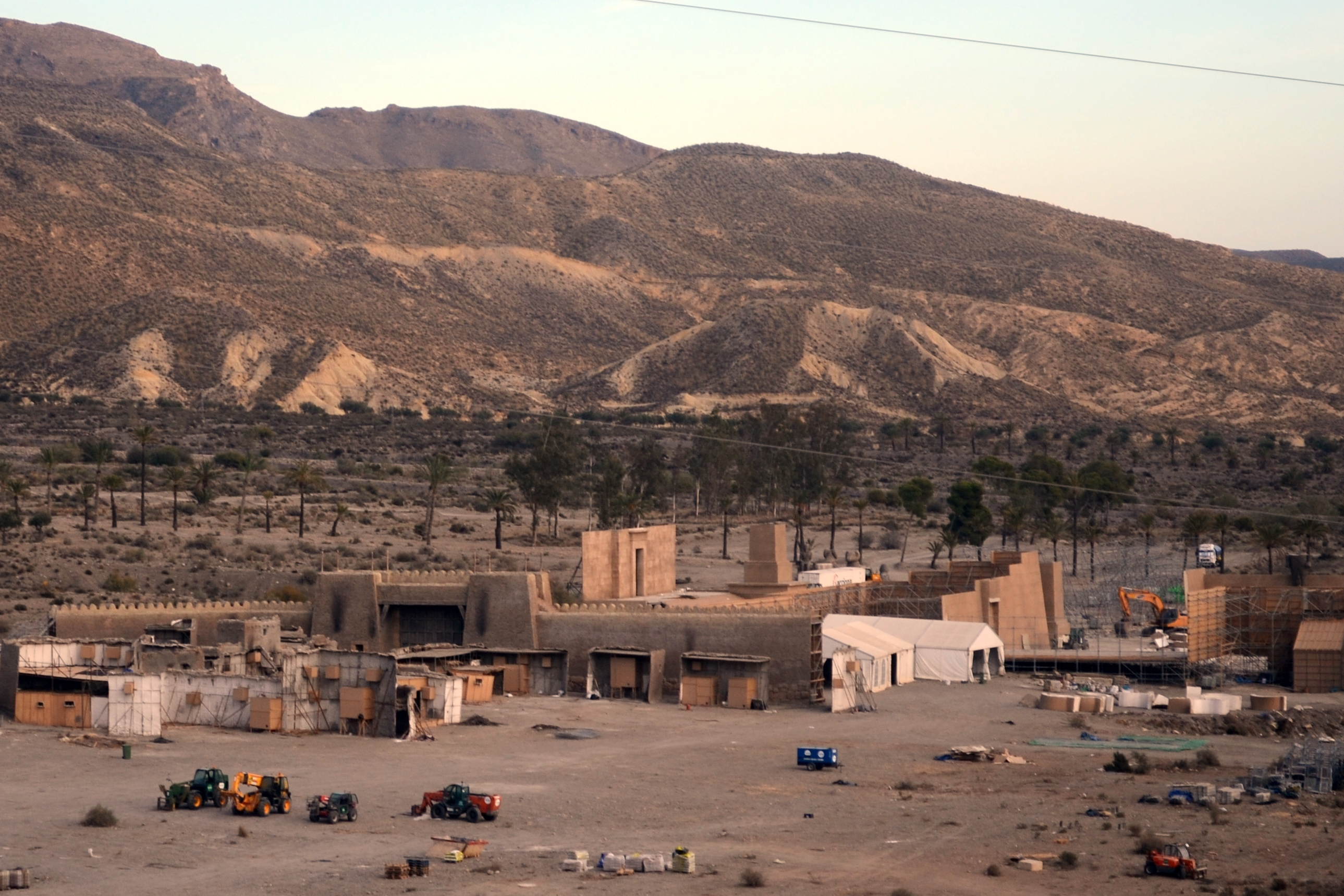
Rodatge dExodus a Pechina, Andalusia, Espanya.

Principalment a Almeria, destacant el rodatge a Pechina, Macael i el desert de Tabernas. La província espanyola ha estat l'escenari del 70% de les escenes d'exteriors. El 30% restant del metratge d'exteriors es filmà a Fuerteventura (Illes Canàries), concretament als municipis de Pájara i Antigua. Als Estudis Pinewood de Londres s'hi filmaren les escenes d'interior.